# 뉴 슈퍼 마리오브라더스 U
《뉴 슈퍼 마리오브라더스 U》는 닌텐도에서 발매한 Wii U 게임이다. 뉴 슈퍼 마리오브라더스 시리즈로 4번째이며 마리오 시리즈로는 15번째이다. 총 4명은 Wii 리모컨, Wii U 프로 컨트롤러로(혼자 하면 Wii U 게임패드로도 가능) 캐릭터 조절을 할 수 있고, 멀티플레이 중일 때 1명은 게임패드로 부스트 블록을 만들 거나 적들을 0.1초동안 움직이지 못하게 한다. 게임패드를 합하면 총 5명이 플레이 할 수 있다. 뉴 슈퍼 마리오 시리즈 최초로 슈퍼 마리오 월드와 같이 한 면에 모든 월드를 담아냈다. 마리오가 빠진 루이지만 플레이하는 슈퍼플레이용 확장팩 뉴 슈퍼 루이지 U도 발매되었다. 2019년 1월 11일에는 본편과 뉴 슈퍼 루이지 U를 합친 닌텐도 스위치로 이식한 소프트웨어 뉴 슈퍼 마리오브라더스 U 디럭스가 전세계 동시 발매되었다. 또한 2018년에 Wii U판으로 재판매되었다.

## 줄거리
마리오와 루이지, 노랑 키노피오,파랑 키노피오 (디럭스는 키노피코)는 피치 성에서 점심식사를 하다가 갑자기 쿠파가 날아와 비행선의 기계손으로 마리오 일행들을 던져버리고 피치 성을 차지한다. 마리오 일행은 도토리 나무에 떨어지고, 그로 인해 슈퍼도토리들이 떨어져 퍼트려진다. 피치 공주를 구하기 위한 마리오 일행의 모험은 다시 시작된다.

## 월드맵
- Acorn Plains (도토리 평원)

일반적인 굼바,엉금엉금들이 나온다. 대신 쪼르뚜때문에 많이 어려운편,보스는 래미다.
- Layer-Cake Desert (디저트 사막)

선인들이 자주 나오는 편 보스는 모톤.
- Sparkling Waters (민트 제도)

디저트사막 갈림길에서 고를수있다. 보스는 래리와 쿠파주니어.
- Frosted Glacier (프로즌 대지)

디저트 사막 갈림길에서 고를수있다. 팽군들이 자주나와서 어려운 편,보스는 웬디.
- Soda Jungle (소다 정글)

민트제도,혹은 프로즌 대지를 지나면 갈수있다. 보스는 이기쿠파이다.
- Rock-Candy Mines (록 산맥)

도토리 평원과 비슷한 브금이 깔린다,보스는 로이.
- Meringue Clouds (마시멜로 운해)

록 산맥과 비슷한 브금이 깔린다,보스는 루드윅,마귀.
- Peach's Castle (피치 성)

보스는 누가봐도 쿠파,아이스마리오로 하면 쉽다.
- Superstar Road (스페셜 스타)

한 맵의 스타코인을 다모으면 주는 맵하나,예를 들어 도토리 평원의 스타코인을 다 모으면 [상쾌한 뼈다귀코스터]맵을 플레이할 수 있다.
거기에는 곰실이 잔뜩있다.

## 참조

### 주해
1. ↑  영어: New Super Mario Bros. U, 일본어: ニュースーパーマリオブラザーズU